# Monaeses lucasi
Monaeses lucasi es una especie de araña cangrejo del género Monaeses, familia Thomisidae. Fue descrita científicamente por Taczanowski en 1872.

## Distribución
Esta especie se encuentra en Guyana.